# 日本伝統鍼灸学会
日本伝統鍼灸学会（にほんでんとうしんきゅうがっかい、英: Japan Traditional Acupuncture and Moxibustion Society）とは、日本経絡学会（1972年～1995年）を前身とし、1996年の第24回学術大会より、日本伝統鍼灸学会へと改称した。

## 概要
- 中国の医学古典を基本とした日本伝統の鍼灸を研究対象としており学術の構築および現実の医療に関わる鍼灸臨床学の確立や伝統鍼灸の研究・教育、普及・啓蒙の活動を通し、日本の伝統鍼灸の発展を目的としている。

## 学会誌
- 年３回、「日本伝統鍼灸学会誌」を刊行している。

## 協力団体
- 全日本鍼灸学会

## 関連研究団体
- 漢方鍼医会
- 杏林会
- 経絡治療学会
- 弦躋塾
- 古典鍼灸研究会
- 新医協東京支部鍼灸部会
- 鍼灸経絡研究紘鍼会
- 鍼汪会
- 積聚会
- 東方会
- 東洋医学研究財団
- 臨床鍼灸医学研究会
- 東洋はリ医学会
- 日本刺絡学会
- 日本伝統経絡鍼法会
- 日本内経医学会
- 北辰会
- 明鍼会